# PiTeco
PiTeco - Il talent delle teche è un format televisivo ideato da Davide Savelli e sviluppato insieme ad Eugenio Farioli Vecchioli, scritto con Riccardo Mazzon, condotto da Edoardo Camurri e trasmesso su Rai Storia a partire da dicembre 2014 e successivamente su Rai Tre.

## Caratteristiche
Il programma è una sorta di talent show basato sul patrimonio audiovisivo della Rai, e vede la partecipazione di due ospiti concorrenti a puntata. Gli ospiti sono incaricati di selezionare tre diversi filmati del repertorio Rai, selezionati sulla base di un tema, motivando la loro scelta. I filmati vengono sottoposti al giudizio di un pubblico differente per ogni puntata (un gruppo di appassionati di fitness, uno di giocatori di rugby, uno di seminaristi ecc.), chiamato a determinare quale dei due concorrenti abbia selezionato i filmati migliori.

## Ospiti e temi
| Puntata | Data             | Tema           | Concorrenti                             |
| ------- | ---------------- | -------------- | --------------------------------------- |
| 1       | 30 dicembre 2014 | Gli scostumati | Pif, Michele                            |
| 2       | 31 dicembre 2014 | I vacanzieri   | Steve Della Casa, Alberto Crespi        |
| 3       | 1 gennaio 2015   | I ribelli      | Carolina Di Domenico, Pier Ferrantini   |
| 4       | 2 gennaio 2015   | I persuasori   | Claudio Sabelli Fioretti, Giorgio Lauro |
| 5       | 3 gennaio 2015   | I futurologi   | Lillo & Greg                            |